# جيرد أندرسون
جيرد أندرسون (بالسويدية: Gerd Andersson)‏ هي ممثلة سويدية، ولدت في 11 يونيو 1932 بستوكهولم في السويد.

## أعمال

### أفلام
- (1982) فاني وأليكسندر[3][4]

## وصلات خارجية
- جيرد أندرسون على موقع IMDb (الإنجليزية)
- جيرد أندرسون على موقع قاعدة بيانات الأفلام السويدية (السويدية)
- جيرد أندرسون على موقع قاعدة بيانات الفيلم (الإنجليزية)